# Carlo Gualteruzzi
Carlo Gualteruzzi, né le 5 mars 1500 à Fano et mort le 26 mai 1577 à Rome, est un homme de lettres italien de la Renaissance.

## Biographie
Carlo Gualteruzzi naquit à Fano vers la fin du 15e siècle. Étant venu fort jeune à Rome, ses talents lui méritèrent la bienveillance de personnages éminents, et bientôt il dut à leur protection une place importante dans la chancellerie papale. Cette place lui fournit l’occasion de rendre à son tour de nombreux services ; et, chose remarquable, il n’eut jamais qu’à se louer de tous ceux qu’il avait obligés. Giovanni Matteo Giberti, évêque de Vérone, l’institua son exécuteur testamentaire, et il reçut la même preuve de confiance du célèbre Pietro Bembo, qui le chargea de publier de nouvelles éditions de ses ouvrages. Ce fut pour remplir les intentions de l’illustre prélat qu’il fit réimprimer ses Prose, Florence, Torrentino, 1549, in-4°, et ensuite ses Lettere. Gualteruzzi vivait encore en 1569 ; mais on n’a pu découvrir la date de sa mort. Il comptait au nombre de ses amis Girolamo Fracastoro, Jacopo Sadoleto, Marc-Antoine Flaminio, les cardinaux Pole, Cortese, et autres savants de cette époque. Il est l’éditeur des Cento novelle antiche, Bologne, 1525, in-4° de 47 feuilles. Cette édition, de la plus grande rareté, passe pour la première de ce recueil. Cependant Apostolo Zeno, dans ses notes sur la Biblioteca de Fontanini, t. 2, p. 181, dit qu’il a vu un exemplaire d’une édition sans date, mais qu’à la forme des caractères il juge antérieure à celle de Bologne. Cette édition est décrite dans le Catal. de Crevenna , in-4°, t. 4, p. 193. Le recueil des Nouvelles antiques a été réimprimé, Florence, 1572, in-4°, avec les notes et corrections de Vincenzo Borghini ; Naples (sous la rubrique de Florence), 1724, in-8° ; Florence, 1778-82, 2 vol. in-8°, avec les notes de Domenico Maria Manni ; Turin, 1802, in-8°, édition revue et soignée par Giovanni Battista Ghio ; Milan, 1825, in-8°, édition attribuée à l’abbé Michele Colombo, enrichie d’une préface et de Sentences morales tirées d’un manuscrit de la Bibliothèque Laurentienne ; et enfin Modène, 1826, in-8°, belle et très-précieuse édition dont on est redevable à Marcantonio Parenti, augmentée de onze Nouvelles tirées du livre de Francesco da Barberino : Del regimento de’ costumi delle donne ; d’une des Nouvelles ajoutées par Borghini à l’édition de 1572, et de notes très-curieuses (voy. Gamba, Serie de’ testi, p. 145 et suivantes). Les recueils de Lettere volgari, publiés en Italie dans le 16e siècle, contiennent quelques lettres de Gualteruzzi, mais le sénateur Giacomo Soranzo en possédait dans son cabinet une collection manuscrite.